# Чаеразвесочная фабрика Кузнецова
Чаеразве́сочная фа́брика Кузнецо́ва — бывшая чаеразвесочная фабрика и фармацевтический завод, памятник истории и архитектуры в городе Челябинске, расположена на улице Васенко, 37, между улицами Коммуны и Карла Маркса. Объект культурного наследия народов России регионального значения, охраняется государством.

## История
Чаеразвесочная фабрика Кузнецова открыта в Челябинске в 1904 году товариществом «Преемник Алексея Губкина Александр Кузнецов и Ко». Располагалась в каменном здании, где осуществлялась развеска и расфасовка чая. У истоков фирмы стоял кунгурский 1-й гильдии купец А. С. Губкин (1816—1883), переместивший в 1881 году главную контору в Москву.
После смерти Губкина чайное дело продолжил его внук А. Г. Кузнецов, который и основал в 1891 г. вышеназванное паевое товарищество. Ценные бумаги компании принадлежали главным образом родственным семьям Кузнецовых и Ушаковых. Председателем товарищества в 1891—1917 годы являлся А. Е. Владимиров, по происхождению великоустюжский купец, член совета Московского купеческого банка, товарищ председателя совета Московского купеческого банка (с 1914 г.).
После смерти Кузнецова дело продолжили его младшие братья и сестры. В начале 1900-х годов один из братьев Кузнецова купил в Челябинске деревянный дом (в 1970-е годы он ещё находился на территории бывшего химфармзавода) и землю для строительства фабрики. В 1909 г. на чаеразвесочной фабрике товарищества «Преемник Алексея Губкина Александр Кузнецов и Ко» работало 2 тыс. человек.
В 1914 году, после начала Первой мировой войны поставки чая в Россию стали заметно сокращаться. В здании фабрики был открыт военный госпиталь, просуществовавший вплоть до 1923 года. Часть помещений фабрики была отдана под казармы для размещения солдат одного из пехотных полков.
В июне 1926 года по решению Челябинского Губсовнархоза в цехах чаеразвесочной фабрики был открыт фармацевтический завод. Был надстроен третий этаж.
С началом Великой Отечественной войны производственная база завода заметно расширяется, был организован выпуск хлорэтила, хлористого натрия, протаргола, колларгола. С середины 1950-х годов предприятие стало специализироваться на выпуске продуктов тонкого органического синтеза.
В 1994 году завод был преобразован в акционерное общество. За 10 лет предприятие сменило несколько собственников, а часть исторических построек была разрушена, производственная деятельность была приостановлена.
В 2011 году Постановлением Федерального Арбитражного суда было признано право собственности на земельный участок где расположены цеха фабрики за Российской Федерацией.
В 30 апреля 2023 года вышла серия американского мультсериала "Гриффины", в которой персонаж Стьюи упоминает завод в качестве достопримечательности Челябинска